# Illinois
För andra betydelser, se Illinois (olika betydelser).
Illinois (uttalas Illinoj) är en delstat i USA. Det är den folkrikaste och demografiskt mest varierade delstaten i Mellanvästern och den femte folkrikaste delstaten i landet.
Med Chicago i nordöst, små industristäder och stor jordbruksproduktivitet i centrala och västra Illinois och naturresurser som kol, timmer och olja i söder har Illinois en bred ekonomisk bas. Illinois är en viktig transporthubb; hamnen i Chicago förbinder de Stora sjöarna med Mississippifloden via Illinois River.
Illinois ses ofta som ett mikrokosmos av USA; en Associated Press-analys av 21 demografiska faktorer fann Illinois den "mest genomsnittliga delstaten", medan Peoria länge varit ett socialt och kulturellt typexempel på en amerikansk stad.

## Klimat
Illinois har ett skiftande klimat, centrala och norra delarna av staten har ett tempererat klimat med varma, fuktiga somrar och mycket snöiga vintrar med ihållande minusgrader. Från staden Carbondale och söderöver finner man ett subtropiskt klimat med mildare vintrar och sommartemperaturer som ligger på 25–32 °C dagtid.
Årsnederbörden i Illinois är från 890–1220 mm. Snöfall ger södra Illinois runt 35 cm och runt 1 m i norr per vintersäsong. Dessutom får delstaten cirka 50 åskdagar om året och tornados är vanligt förekommande.

## Historia
Bosättare i USA började anlända från Kentucky på 1810-talet; Illinois uppnådde status som självständig delstat 1818. Den framtida storstaden Chicago grundades på 1830-talet vid stranden av Chicagofloden, en av de få naturliga hamnar på södra Michigansjön. Järnvägar och John Deeres uppfinning av självgående stålplogar gjorde Illinois centrala rika prärie till en av världens mest produktiva och värdefulla jordbruksmarker och lockade bondeimmigranter från Tyskland och Sverige.
År 1900 lockade tillväxten av industrijobb i de norra städer och kolbrytning i centrala och södra delarna immigranter från östra och södra Europa. Sin tillverkning gjorde delstaten till en stor arsenal i båda världskrigen. The Great Migration av afroamerikaner från landsbygden i söder till Chicago bildade ett stort och viktigt samhälle som skapade stadens berömda jazz och blueskulturer. Idag är ungefär 74 procent av befolkningen i Illinois bosatt i nordöstra hörnet av delstaten, främst inom staden Chicago och det omkringliggande området.
Tre amerikanska presidenter har valts när de bodde i Illinois – Abraham Lincoln, Ulysses S. Grant och Barack Obama. Den enda amerikanska president som faktiskt var född i Illinois var dock Ronald Reagan, som föddes i Tampico, uppväxt i Dixon och gick på college vid Eureka. Lincoln är den enda president som begravts i Illinois; han ligger begraven vid Oak Ridge Cemetery i Springfield. Idag visar Illinois vikten av Lincolns arv till delstaten av den officiella slogan, Land of Lincoln, som visas på alla statliga utfärdade registreringsskyltar.

## Ekonomi
Staten har en mycket stor produktion av jordbruksprodukter av vilka majs, sojabönor, svin, nötboskap, mejeriprodukter och vete är de viktigaste. Tillverkningen av industriprodukter består främst av verktygsmaskiner, maskiner till födoämnesindustrin, elektrisk utrustning och kemiska produkter.

## Politik
Illinois har under senare år blivit ett starkt fäste för demokraterna. Historiskt sett har det dock varit en så kallad "swing state" med jämna valresultat mellan republikanerna och demokraterna. I regel är demokraterna populära i de norra delarna av Illinois nära Chicago, medan republikanerna är starka på landsbygden i countyn som Adams, Fayette och Sangamon.
I presidentval har Illinois 20 elektorsröster som tilldelas den kandidat som erhåller flest röster i delstaten. Antalet elektorsröster gör delstaten till en av de viktigaste att vinna. Delstaten har röstat för demokraternas presidentkandidat i sju raka presidentval, samtliga presidentval sedan valet 1992. I det senaste valet 2016 vann demokraternas kandidat Illinois med 55,2 procent mot 38,4 procent för republikanernas kandidat.

## Demografi
Av delstatens drygt 12,8 miljoner invånare är mer än hälften, cirka 7,9 miljoner, bosatta i Chicago eller dess omedelbara omnejd, som är regionens industriella och transporttekniska centrum. Resten är bosatta i de mindre städerna men framför allt i små orter med jordbruksfastigheter, som är utspridda över statens slättland.

### Städer
De största städerna i Illinois, med tillhörande invånarantal 2005, är:
- Chicago – 2 842 518, i storstadsregionen Chicago-Naperville-Joliet totalt 9 505 748 (varav 7 929 775 i Illinois)[8]
- Aurora – 168 181
- Rockford – 152 916
- Naperville – 141 579
- Joliet – 136 208
- Springfield – 115 668
- Peoria – 112 685
- Elgin - 101 903

### Utbildning
Illinois har inte mindre än 34 universitet samt ett 40–tal colleges och andra högskolor, däribland University of Illinois och University of Chicago.

## Kultur och samhälle

### Professionella lag i större lagsporter
- NFL – amerikansk fotboll
  - Chicago Bears
- NBA - basket
  - Chicago Bulls
- NHL - ishockey
  - Chicago Blackhawks
- MLB - baseboll
  - Chicago Cubs
  - Chicago White Sox
- Major League Soccer – europeisk fotboll
  - Chicago Fire
- Minor League Baseball
  - Peoria Chiefs
  - Kane County Cougars
  - Cooke County Cheetahs
  - Gateway Grizzlies
  - Rockford RiverHawks

### Kända personer födda i Illinois
- Paul Adelstein - skådespelare
- Ray Bradbury – science fiction-författare
- Dan Donegan – gitarrist
- Bob Bryar - trummis
- Edgar Rice Burroughs – författare, bland annat Tarzan
- Hillary Rodham Clinton, jurist, USA:s första dam 1993–2001, senator och utrikesminister 2009-2013
- Raymond Chandler – detektivförfattare, Philip Marlowe
- Jimmy Connors – professionell tennisspelare
- Cindy Crawford - supermodell
- Miles Davis – jazzmusiker
- Walt Disney – filmproducent, pionjär inom animerad film
- Wyatt Earp - sheriff i Tombstone, Arizona
- Phil Everly - musiker, Everly Brothers
- Harrison Ford - skådespelare
- Bob Goalby - golfspelare
- Benny Goodman – jazzmusiker, orkesterledare
- Hugh Hefner - grundare och ägare av Playboy
- Ernest Hemingway – författare, nobelpristagare
- Charlton Heston - skådespelare
- William Holden – skådespelare
- Rock Hudson – skådespelare
- Matt Hughes - UFC hall of famer
- Burl Ives – folksångare, skådespelare
- Quincy Jones – jazzmusiker, kompositör, producent, arrangör och orkesterledare
- Anna Malle – porrskådespelare
- Robert A. Millikan – fysiker, nobelpristagare
- Michelle Obama - jurist, samt USA:s första dam 2009-2017
- Julianne Phillips – fotomodell och skådespelare
- Richard Pryor - skådespelare, ståuppkomiker
- Ronald Reagan – president nummer 40, skådespelare
- Carl Sandburg – poet
- Gary Sinise - Skådespelare
- William L. Shirer – författare, historiker
- Gloria Swanson – skådespelare
- Raquel Welch – skådespelare
- Kelly Wells – porrskådespelare
- Doug Walker - Internetkändis känd som That guy with the glasses
- Robin Williams - skådespelare, komiker
- Florenz Ziegfeld – teaterproducent (Ziegfeld Follies)
- Pete Wentz - basist i Fall Out Boy
- Derrick Rose - basketspelare i Chicago Bulls, NBAs mest värdefulle spelare under säsongen 2010-11